# Lenka Knechtová
Lenka Knechtová (* 1. června 1975) je česká politička, podnikatelka a manažerka, od října 2021 poslankyně Poslanecké sněmovny PČR, v letech 2014 až 2018 a znovu od roku 2022 zastupitelka města Tišnov v okrese Brno-venkov, členka hnutí ANO 2011.

## Život
Lenka Knechtová žije ve městě Tišnov v okrese Brno-venkov.

## Politické působení
Je členkou hnutí ANO 2011, předsedá tišnovské organizaci hnutí a od června 2020 zastává i post 1. místopředsedkyně krajské organizace v Jihomoravském kraji.
V komunálních volbách v roce 2014 byla zvolena za hnutí ANO 2011 zastupitelkou města Tišnov. Mandát zastupitelky města obhájila ve volbách v roce 2018. Nicméně dva dny po volbách na funkci rezignovala, učinila tak po zhodnocení výsledku komunálních voleb. V komunálních volbách v roce 2022 kandidovala do zastupitelstva Tišnova jako lídryně kandidátky hnutí ANO 2011. Mandát zastupitelky města se jí podařilo získat.
V krajských volbách v letech 2016 a 2020 kandidovala za hnutí ANO 2011 do Zastupitelstva Jihomoravského kraje, ale ani jednou neuspěla.
Ve volbách do Poslanecké sněmovny PČR v roce 2021 kandidovala za hnutí ANO 2011 na 8. místě kandidátky v Jihomoravském kraji. Získala 1 280 preferenčních hlasů a stala se poslankyní.